# Guardianes de la noche
Guardianes de la noche (Ночной дозор en ruso; transl. Nochnói Dozor) es una novela de fantasía de Serguéi Lukiánenko publicada en 1998 (ISBN 5-237-01511-5).
La historia gira en torno a la confrontación de dos grupos con poderes sobrenaturales conocidos como los Иной (Inoy Otros): la Guardia Nocturna es una organización dedicada a vigilar la acción de los Otros de la oscuridad y viceversa respecto con la Guardia Diurna.
El best seller es el primero de una hexalogía que continúa con:
- Dnevnói Dozor (Guardianes del día)
- Súmerechny Dozor (Guardianes del crepúsculo)
- Posledniy Dozor (Los últimos Guardianes)
- Novyi Dozor (Nuevos Guardianes)
- Shestoy Dozor (El Sexto Guardián).

La primera parte de la novela: Su propio destino fue llevada a la gran pantalla con la película Nochnói Dozor respetando el desarrollo de los personajes de la novela y alterando algunos elementos significativos de la historia.

## Trasfondo
A lo largo del mundo existe una realidad paralela que la humanidad no logra percibir, la cual se conoce como el Crepúsculo (o la Penumbra). La acción de la novela se centra en un grupo de personas conocidas como "Otros" que son capaces de adentrarse en ese mundo a diferencia de los humanos comunes. Los Otros son diferentes a los humanos, ya sea por llevar el don desde su nacimiento o por despertarse este un día de sus vidas humanas, a veces motivado por algún acontecimiento y otras simplemente al azar.  Es el Aura de la que cada uno se rodea al entrar en ese mundo por primera vez lo que determinara qué Otro pertenecerá a cada bando. Una vez determinado, cada cual debe escoger qué poder necesitará en "el crepúsculo". Existen muchos caminos para cada uno de los bandos, variando la cosa según la condición de oscuros o luminosos:vampiros, magos y druidas, cada uno tiene sus beneficios y restricciones. Cuando un Otro se adentra por primera vez en el crepúsculo sucede su iniciación. La iniciación consiste en el proceso por el que el Otro elige pertenecer a la Luz o a la Oscuridad; este cambio es irrevocable y lo seguirá el resto de su vida.
Entre ambos bandos han existido desde siempre diferencias. Mientras que los de la Luz creen que su deber es ayudar al débil y al necesitado, los Oscuros rechazan todas las obligaciones y creen en la supervivencia del más apto y el usar sus poderes para sus propios fines. Cabe aclarar que no hay ningún lado benigno o maligno, sino que ambos tienen opiniones encontradas sobre su visión del mundo y son capaces de gestos tanto bondadosos como atroces para con el mundo con tal de conseguir sus objetivos. Durante varios milenios, la Luz y la Oscuridad han estado librando muchas batallas con la intención de que haya un vencedor y un vencido, sin embargo, ambos reconocieron que de seguir con la contienda no quedaría ningún superviviente. Los líderes de cada bando decretaron una tregua y redactaron unas leyes. Los Otros de la Luz crearon la Guardia Nocturna; y los de la Oscuridad, la Diurna, para asegurarse de que ninguno violaría el tratado. Para salvaguardar las leyes del pacto, el equilibrio entre luz y tinieblas y el equilibrio del mundo, miembros de ambos bandos que vieron la importancia del fin de las agresiones, crearon La Inquisición, la cual está formada por miembros de todo tipo, los cuales juzgan con puño de hierro y son temidos y respetados por ambos bandos.
Desde el firmado del tratado, la Guardia Nocturna y la del Día se vigilan los unos a los otros para asegurarse de que nadie infrinja la ley. Los líderes más veteranos continúan usando a los humanos como cebo, tendiendo intrigas y jugando una suerte de enfermizo ajedrez en el cual todos, hasta ellos mismos, son peones.

## Estructura interna
La novela está dividida en tres historias: Su propio destino, Solo entre los suyos y Solo para los suyos. Cada segmento está subdividido por un prólogo seguido de ocho capítulos la primera historia y siete las siguientes. A excepción de los prólogos, los eventos de cada argumento en primera persona narrativa siendo Antón Gorodetskiy, miembro de la Guardia Nocturna, la voz. Los eventos de cada parte de los prólogos están escritos en tercera persona narrativa y tienen lugar fuera de la presencia del personaje. La novela en su integridad está escrita en Pretérito perfecto simple.

## Argumento
La novela se compone de tres historias, aparentemente cada una independiente, pero que de hecho están conectadas entre sí.

### Su propio destino
Antón Gorodetskiy, un resignado mago debe seguir las pistas de un vampiro al igual que va tras Yegor, quien ha sido llamado por dos vampiros mientras iba en el metro, allí ve a Svetlana, una joven mujer que tiene un vórtice sobre su cabeza y que va in crescendo. Finalmente encuentra a los vampiros que contactaron con Yegor, los cuales no tienen licencia especial, sin embargo, Antón mata a uno mientras que el otro (una mujer) huye. 
Al volver al cuartel general de la Guardia Nocturna, su jefe, Borís Ignátievich "Gesar" le informa que podría estar en peligro, puesto que Zabulón ha puesto precio a su cabeza por haber matado a un Otro rival. Como ayuda y protección, Gesar le da una lechuza disecada de nombre Olga, pero lo rechaza, al cabo de unos días, Antón se encuentra el ave en su apartamento y descubre que el animal se transforma en una mujer. Al día siguiente, Antón usa de manera ilegal sus poderes para hacer el bien (lo que él llama "remoralización") y se topa con Alisa Dónnikova, una Guardiana de la Luz, con quien llega a un acuerdo en el que le esté permitida hacer un pequeño acto malévolo como compensación a cambio de no informar. Es entonces cuando descubre que Olga puede hablar dentro del cuerpo de la lechuza y esta le confiesa que está en ese cuerpo como penitencia.
Más tarde se le asigna el trabajo de proteger a Yegor de la vampiresa y acude a su apartamento, pero cuando este se adentra en la Penumbra por vez primera y cae inconsciente, se da cuenta de que puede ser el "Gran Otro" del que habla una profecía, el cual debe elegir entre la Luz o la Oscuridad. Por otro lado, Gesar envía a Ignat en busca de Svetlana Nazárova, la cual está bajo una maldición e intentar que confiese quien la maldijo pero es incapaz. Finalmente es Antón quien es llamado para visitar a Svetlana, al mismo tiempo, la vampiresa llama a Yegor y le atrae hasta la terraza.
Al visitar a la mujer maldita, Antón descubre que ella es una poderosa Otra que resultó maldecirse a sí misma inducida por un sentimiento de culpabilidad (por lo que le hizo a su madre). Tras el éxito de su misión, Antón vuelve al apartamento de Yegor y sube al tejado donde se encuentra a la vampiresa y a Yegor de rehén, al igual que varios operarios de los Guardianes, tanto de la Noche como del Día, entre los que se encuentra Kostya Sauskhin (su vecino y amigo), más tarde se une Zabulón se une y ataca a Antón, pero cuando se dispone, uno de los magos de la Luz, Iliá interviene y le revela ser Gesar, con quien hubo intercambio de cuerpos. Mientras el líder de los Oscuros finge parecer comprometido y Yegor considera la opción de elegir la Luz. Alisa aprovecha un acuerdo que tenía anteriormente con Antón para decirle a Yegor todo. El cual le confiesa haber sido un cebo vivo usado por los líderes de ambos bandos. Furioso, Antón abandona la terraza con sentimientos de abuso de autoridad.

### Solo entre los suyos
Galina Rógova, una Otra de la Oscuridad es asesinada por un misterioso hombre que se hace llamar "El Juez", el cual ataca a sus víctimas con una daga encantada de madera. A la mañana siguiente, Gesar informa que la Guardia Diurna sospecha de alguno de los Luminosos. Todos parecen tener coartada excepto Antón. Gesar, quien cree en la inocencia de Gorodetskiy, usa sus poderes para realizar un intercambio de cuerpos con Olga. Ya en el cuerpo de Olga, Antón va con Svetlana a su apartamento para esconderse, justo en ese momento le confiesa la verdad, "ella" en realidad es Antón, haciendo que esta se enfurezca con "ella" (I.e él) ya que le había dicho a Olga, creyendo que era esta, que amaba a Antón. Más tarde en un restaurante observan a un Otro de la Oscuridad con su familia, cuando este va al lavabo, aparece muerto víctima de Maxim "El Juez", quien le estaba esperando. Ante la demora del Otro, Antón (i.e Olga) se ausenta de la mesa y se dirige al lavabo donde se encuentra el cuerpo sin vida. Gesar le pide a Svetlana que le dé cualquier cosa que le permita reconocer al culpable, telepáticamente le envía una imagen del aura de la mujer de Maxim. Zavulón llega al lugar del suceso y reconoce a Antón dentro del cuerpo de Olga y presenta cargos contra él. Antón trata de huir mientras Zavulón le intenta dar captura con una energía destructiva con el resultado del destrozo de un coche, lo que él no sabe es que había una pareja dentro de ese coche, el propio Maxim y su mujer. Antón vuelve caminando a casa y le pide a Olga el intercambio original de cuerpos.
Mientras espera en el metro a Olga, Antón se cruza con Yegor y mantiene una conversación con él. Finalmente llega Olga y se intercambian los cuerpos mediante una encarnación que le revela que el verdadero nombre de Gesar es Borís Ignátievich. Mientras conversa con Olga, Antón se ha dado cuenta de que la Guardia Diurna pretende darle caza para utilizar a Svetlana de manera ilegal, lo que les permitiría usarla a su antojo. Antón se baja en la siguiente parada, allí es interceptado por un Otro Oscuro en la Penumbra que le indica que debe ir a la Torre Ostánkino. Para ir con seguridad, adopta la imagen del Otro, cuando llega al edificio, descubre que la Guardia Diurna se ha instalado allí de manera temporal. Una vez dentro se encuentra con Tigresa como inspectora de la Luz y unos cuantos Oscuros tras su busca.
Mientras tanto, Maxim siente la presencia de un Otro y acude a darle muerte. Pronto tiene ante él a Yegor. Antes de que pueda hacer nada, es interceptado por Antón quien le habla de la tregua firmada entre las fuerzas de la Luz y de la Oscuridad, pero Maxim no tiende a razones y piensa que es mejor matar a un Otro Oscuro. Antón consigue intervenir y salvar al joven, enseguida entablan pues una pelea en la Penumbra. Enseguida se da cuenta de que atrapando a Maxim puede demostrar su inocencia siempre que no lo mate (Maxim va armado con el puñal de madera), pero es apuñalado por su oponente. Es entonces cuando aparece Gesar y le sugiere formar parte de la Inquisición, por otro lado, revela que Zabulón no tiene nada que hacer con el asunto de Svetlana ni el de Maxim.

### Solo para los suyos
Un anciano procedente de Uzbekistán es interceptado por un equipo de Otros de la Oscuridad al mando de Alisa, quien se piensa que lleva consigo un artefacto codiciado.
Todos los Guardianes Nocturnos se dirigen al chalet de Tigresa para relajarse, pero Antón no encuentra tiempo para pasar el ocio, ya que piensa en cómo el aumento de poder de Svetlana está influenciando su relación. Finalmente vuelve a su apartamento donde se encuentra a Zavulón en su casa. Zavulón le explica que le estaba esperando para hablarle de Alisher, un joven uzbeko trae consigo mismo una tiza. Antón piensa que se trata de la Tiza del Destino y que se podría usar para rescribir la historia y establecer un nuevo orden mundial. Mientras conversan con Olga y Gesar, estos acuerdan que sea Svetlana quien la use para rescribir el destino.
Mientras pasea, Antón absorbe la energía positiva de los transeúntes que se cruzan por su camino al mismo tiempo que lo reparte. Más tarde se une a Gesar, Svetlana, Zavulón, Yegor y Maxim en el tejado, donde Nazárova se prepara; mientras tanto, se acerca una tormenta hacía ellos. Es entonces cuando abre el libro del destino, pero Antón lo utiliza para ejercer una remoralización. Estupefacta, Svetlana deja de escribir sobre Yegor y le pide a Antón que le aconseje, sin embargo él le dice que debe hacerlo ella misma. El libro desparece y Gesar se da cuenta de que no ha escrito nada, tan solo ha borrado contenido. Yegor completa su fase de formación y se vuelve en un Otro Oscuro en un estatus sin confirmar, y Zavulón ve cómo [ellos] han fallado por la indecisión de Svetlana, por lo que se marcha triunfante. Por otro lado, Antón ve que la tiza no se ha desgastado del todo. Gesar le revela que lo de Svetlana escribiendo la historia de Yegor es solo un ardid para distraerlos y que en realidad fue Olga quien escribió el destino de alguien. Gesar especifica que la verdadera naturaleza del plan radicaba en salvar su amor por Olga. Sin sus poderes, su relación se hubiera desmoronado.

## Adaptaciones
- Guardianes de la noche (2004), película dirigida por Timur Bekmambetov
- Guardianes del día (2006), película dirigida por Timur Bekmambetov. A pesar del título, no se basa en la novela Guardianes del día